# War Gods
War Gods is een computerspel dat werd ontwikkeld door Eurocom Developments en uitgegeven door Midway Games. Het spel kwam in 1995 als arcadespel uit. Op 30 april 1997 werd het spel voor de homecomputer uitgebracht.
Het spel is vergelijkbaar met Mortal Kombat, dat eerder door Midway Games werd uitgebracht. Bij het vechtspel kan men een-tegen-eengevechten houden of tegen de computer vechten. Er kan gekozen worden uit tien verschillende personages. Elk personage bevat naast een 3D-model gedigitaliseerde foto's, waardoor de figuren zeer realistisch overkomen.

## Personages
- Warhead (soldaat)
- Kabuki Jo (krijger)
- CY-5 (cyborg)
- Tak (standbeeld)
- Pagan (heks)
- Vallah (walkure)
- Maximus (gladiator)
- Ahau Kin (priester)
- Voodoo (heksendokter)
- Anubis (grafrover)
- Grox (kikkerachtig monster)
- Exor (baas)

## Uitgaven
- Arcade (1995)
- Nintendo 64 (1997)
- PlayStation (1997)
- Windows (1997)

## Ontvangst
| Beoordeeld door                     | Platform    | Datum            | Score |
| ----------------------------------- | ----------- | ---------------- | ----- |
| PC Gameplay (Benelux)               | Windows     | augustus 1997    | 86%   |
| Gamezilla                           | Windows     | 17 augustus 2000 | 76%   |
| Computer Gaming World (CGW)         | Windows     | oktober 1997     | 60%   |
| GameSpot                            | Windows     | 16 juli 1997     | 53%   |
| IGN                                 | Nintendo 64 | 29 mei 1997      | 43%   |
| PC Player (Duitsland)               | Windows     | november 1997    | 40%   |
| Génération 4                        | Windows     | september 1997   | 33%   |
| Game Play 64                        | Nintendo 64 | december 1997    | 32%   |
| Digital Press - Classic Video Games | Nintendo 64 | 1 oktober 2005   | 20%   |
| The Video Game Critic               | Nintendo 64 | 6 juni 2010      | 0%    |